# Infanterieflieger

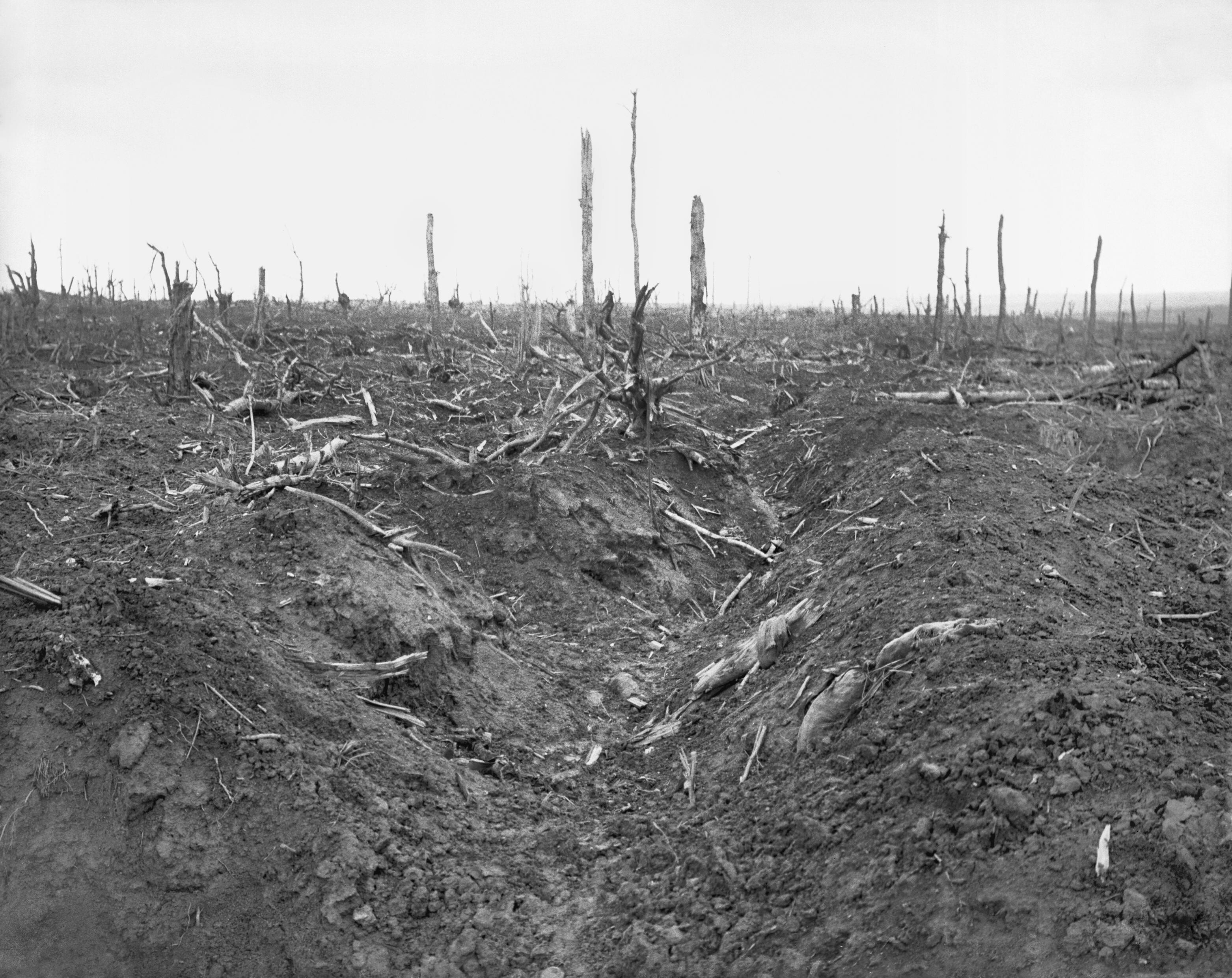
Schlachtfeld

Die Infanterie-Flieger dienten im Ersten Weltkrieg zur Militärischen Aufklärung der gegnerischen Stellungen. Sie wurden zu einem wichtigen Verbündeten der Infanterie.

## Geschichte und Bewährung
In der Materialschlacht an der Somme hatten die gegenseitigen Artillerieangriffe das Gelände völlig umgestaltet und damit den Kampf der Infanterie grundlegend verändert. Jede Verbindung mit den vordersten Kampfgruppen war durch feindliches Riegelfeuer unmöglich geworden. Die genaue Lage der vordersten Linie war häufig nicht einmal der Infanterieführung bekannt, noch weniger der Artillerie als Fernwaffe. Ihre Unterstützung fehlte besonders dann, wenn sie von der Infanterie am dringendsten gebraucht wurde, um gewonnenes Gelände halten zu können. In Unkenntnis der Lage wusste die Führung oft nicht, wo Reserven einzusetzen und Sperrfeuer der Artillerie zu legen waren, wenn die eigene Truppe nicht gefährdet werden sollte. Auch beim Nachlassen der gegnerischen Offensive und beim späteren Übergang zur Abwehr änderten sich die Verhältnisse nicht. So blieb nur der Einblick von oben durch den Flieger, der mit dem Auge aus niedrigster Flughöhe die Infanterie feststellen musste. Sehr bald wurde er das Ziel der Maschinengewehre und der Scharfschützentrupps.

„Die Tätigkeit des Infanteriefliegers streift an das vielleicht Höchste und Hingebenste, was die junge Fliegerwaffe in dem gewaltigen Völkerringen geleistet hat.“

Mit dem Pour le Mérite wurden die Infanterieflieger Hans-Georg Horn und Wilhelm Paul Schreiber ausgezeichnet.